# WTA Modena
Das WTA Modena (offiziell: Internazionali di Modena) ist ein ehemaliges Damen-Tennisturnier der WTA Tour, das 2005 in der italienischen Stadt Modena ausgetragen wurde.

## Siegerliste

### Einzel
| Jahr                   | Siegerin        | Finalgegnerin   | Ergebnis          |
| ---------------------- | --------------- | --------------- | ----------------- |
| ↓ Kategorie: Tier IV ↓ |                 |                 |                   |
| 2005                   | Anna Smaschnowa | Tathiana Garbin | 6:6 (3:0) Aufgabe |

### Doppel
| Jahr                   | Siegerinnen                             | Finalgegnerinnen                        | Ergebnis |
| ---------------------- | --------------------------------------- | --------------------------------------- | -------- |
| ↓ Kategorie: Tier IV ↓ |                                         |                                         |          |
| 2005                   | Julija Bejhelsymer Mervana Jugić-Salkić | Gabriela Navrátilová Michaela Paštiková | 6:2, 6:0 |